# При виде лис во мраке
«При виде лис во мраке» — книга избранных стихотворений Бонифация и Германа Лукомникова. Иллюстрации подготовила Ася Флитман.
Книга вышла в издательстве «Самокат» в 2011 году тиражом 1000 экземпляров.
Название книги – первая строчка стихотворения автора: 
при виде лис во мраке
привиделись вам раки
Помимо традиционных стихов (в том числе детских) в книге представлены палиндромы, равнобуквицы и некоторые другие формы комбинаторной поэзии.